# Jenny Erpenbeck
Jenny Erpenbeck (nascida em 12 de março de 1967)  é uma escritora e diretora de ópera alemã, ganhadora do Independent Foreign Fiction Prize .

## Vida
Nascida em Berlim Oriental, Erpenbeck é filha do físico, filósofo e escritor John Erpenbeck e da tradutora árabe Doris Kilias . Seus avós são os autores Fritz Erpenbeck e Hedda Zinner . Em Berlim, ela frequentou uma Escola Secundária Avançada. Ela então completou um aprendizado de dois anos como encadernadora antes de trabalhar em vários teatros como adereços e supervisor de guarda-roupa .
De 1988 a 1990, Erpenbeck estudou teatro na Universidade Humboldt de Berlim . Em 1990, ela mudou os seus estudos para Diretora de Teatro Musical (estudando com, entre outros, Ruth Berghaus, Heiner Müller e Peter Konwitschny ) no Conservatório de Música Hanns Eisler . Após a conclusão bem-sucedida dos seus estudos em 1994, com uma produção da ópera Duke Bluebeard's Castle de Béla Bartók na sua igreja paroquial e no Kunsthaus Tacheles, passou algum tempo primeiro como assistente de encenação na ópera de Graz, onde em 1997 ela fez suas próprias produções de Erwartung de Schoenberg, Duke Bluebeard's Castle de Bartók e uma estreia mundial de sua própria peça Cats Have Seven Lives . Como diretora freelance, ela dirigiu em 1998 diferentes casas de ópera na Alemanha e na Áustria, incluindo L'Orfeo de Monteverdi em Aachen, Acis e Galatea na Ópera Estatal de Berlim e Zaide de Wolfgang Amadeus Mozart em Nuremberg/Erlangen.
Na década de 1990, Erpenbeck iniciou as carreiras de escritora e diretora. É autora de prosa narrativa e peças teatrais : sua novela de estreia em 1999, Geschichte vom alten Kind ( A Velha Criança ); em 2001, sua coletânea de contos Tand ( Trinkets ); em 2004, a novela Wörterbuch ( O Livro das Palavras ); e em 2008, o romance Heimsuchung ( Visitação ). Em 2007, Erpenbeck assumiu uma coluna quinzenal de Nicole Krauss no Frankfurter Allgemeine Zeitung . Em 2015, a tradução para o inglês de seu romance Aller Tage Abend ( The End of Days ) ganhou o Independent Foreign Fiction Prize .

## Livros

### Romances
- Heimsuchung (2008). Visitação, trad. Susan Bernofsky (New Directions, 2010; Portobello, 2011).
- Aller Tage Abend (2012). O Fim dos Dias, trad. Susan Bernofsky (New Directions, 2014; Portobello, 2015).
- Gehen, ging, gegangen (2015). Vai, foi, foi, trans. Susan Bernofsky (Novos Rumos/Portobello, 2017).
- Kairós (2021). Trans. Michael Hofmann (Granta/New Directions, 2023).

### Coletâneas de novelas e contos
- Geschichte vom alten Kind (1999). A Criança Velha, trad. Susan Bernofsky.
  - Publicado com cinco contos de Tand como O Velho Menino e Outras Histórias (Novos Rumos, 2005), e em O Velho Menino e O Livro das Palavras (Portobello, 2008).
- Tand (2001). Bugigangas . Histórias curtas.
- Wörterbuch (2004). O Livro das Palavras, trad. Susan Bernofsky (Novos Rumos/Portobello, 2007), e em O Velho Menino e O Livro das Palavras (Portobello, 2008).

### Peças de Teatro
- Katzen haben sieben Leben (2000). Os gatos têm sete vidas .
- Leibesübungen für eine Sünderin (2003). Exercícios físicos para um pecador .
- Schmutzige Nacht (2015)
- Lote (2017)